# Pleuroptya silicalis
Pleuroptya silicalis là một loài bướm đêm trong họ Crambidae.